# August Manns
Sir August Friedrich Manns (Stolzenberg prop de Stettin, 12 de març de 1825 – Londres, 1 de març de 1907) fou un director musical alemany. Perfeccionà els seus estudis amb un professor d'Elbing. Després entrà en una banda militar de Danzig com a clarinet, però on assolí el renom fou en l'orquestra Kroll de Berlín, en la que ingressà com a solista de violí. Resta algun temps Königsberg (avui Kaliningrad) de director d'una banda militar, i el 1854 passà a Londres de segon director de l'orquestra del Crystal Palace, de la que fou primer director el 1855, després d'haver dirigit altres orquestres a Lemington, Edimburg i Amsterdam. Mercès a la seva encertada direcció adquirí aquella orquestra un renom universal. Des de 1883 fins al 1900, dirigí els grans festivals Händel, i el 1904 se'l recompensà amb el títol de sir.